# Macinhata do Vouga
Macinhata do Vouga ist eine Gemeinde (Freguesia) des portugiesischen Kreises Águeda.

## Kultur und Sehenswürdigkeiten
Das 1981 eröffnete Museu Ferroviário de Macinhata do Vouga ist heute eine Zweigstelle des Portugiesischen Eisenbahnmuseums. Historische Lokomotiven, Wagen und andere Zeugnisse portugiesischer Eisenbahngeschichte sind zu sehen.
Zu den Baudenkmälern der Gemeinde gehören historische öffentliche und private Gebäude, Brunnen, und verschiedene Sakralbauten, darunter die einschiffige, im 17. Jahrhundert errichtete barocke Gemeindekirche Igreja Paroquial de Macinhata do Vouga, nach ihrem Schutzpatron auch Igreja de São Cristóvão (dt.: Christophorus-Kirche).

## Verwaltung

### Die Gemeinde
Macinhata do Vouga ist Sitz einer gleichnamigen Gemeinde (Freguesia) im Kreis (Concelho) von Águeda. In der Gemeinde leben 3210 Einwohner (Stand 19. April 2021) auf einer Fläche von 32,0 km².
Folgende Ortschaften liegen in der Gemeinde:
| - Alombada - Arrôta da Moita - Beco - Carvalhal - Carvalhal da Portela (zum Teil) - Carvoeiro | - Cavada Nova - Cavadas de Cima - Chãs - Cova - Jafafe de Baixo - Jafafe de Cima | - Lameiro - Macida - Macinhata do Vouga - Mata do Carvoeiro - Mesa do Vouga - Moita | - Pontilhão - Póvoa - Serém de Baixo - Serém de Cima - Sernada - Soutelo |

### Bevölkerungsentwicklung
| Einwohnerzahl in der Gemeinde Macinhata do Vouga (1960–2011) | Einwohnerzahl in der Gemeinde Macinhata do Vouga (1960–2011) | Einwohnerzahl in der Gemeinde Macinhata do Vouga (1960–2011) | Einwohnerzahl in der Gemeinde Macinhata do Vouga (1960–2011) | Einwohnerzahl in der Gemeinde Macinhata do Vouga (1960–2011) | Einwohnerzahl in der Gemeinde Macinhata do Vouga (1960–2011) | Einwohnerzahl in der Gemeinde Macinhata do Vouga (1960–2011) | Einwohnerzahl in der Gemeinde Macinhata do Vouga (1960–2011) | Einwohnerzahl in der Gemeinde Macinhata do Vouga (1960–2011) |
| ------------------------------------------------------------ | ------------------------------------------------------------ | ------------------------------------------------------------ | ------------------------------------------------------------ | ------------------------------------------------------------ | ------------------------------------------------------------ | ------------------------------------------------------------ | ------------------------------------------------------------ | ------------------------------------------------------------ |
| 1960                                                         | 1970                                                         | 1976                                                         | 1979                                                         | 1981                                                         | 1991                                                         | 2001                                                         | 2011                                                         |                                                              |
| 3 377                                                        | 3 048                                                        | 3 431                                                        | 3 647                                                        | 3 412                                                        | 3 548                                                        | 3 581                                                        | 3 409                                                        |                                                              |